# Шарівська сільська рада (Олександрійський район)
| Шарівська сільська рада — колишній орган місцевого самоврядування у Олександрійському районі Кіровоградської області з адміністративним центром у с. Шарівка. Сільській раді підпорядковані населені пункти: - с. Шарівка - с-ще Гайове - с-ще Квітневе |

## Склад ради
Рада складається з 16 депутатів та голови.

### Керівний склад ради
| ПІБ                          | Основні відомості                                            | Дата обрання | Дата звільнення |
| ---------------------------- | ------------------------------------------------------------ | ------------ | --------------- |
| Микуленко Володимир Петрович | Сільський голова, 1948 року народження, освіта, безпартійний | 26.03.2006   | 31.10.2010      |
| Банул Людмила Іванівна       | Сільський голова, 1968 року народження, освіта вища          | 31.10.2010   | 25.10.2015      |

Примітка: таблиця складена за даними джерела

## Населення
Згідно з переписом УРСР 1989 року чисельність наявного населення сільської ради становила 1704 особи, з яких 800 чоловіків та 904 жінки.
За переписом населення України 2001 року в сільській раді мешкала 1491 особа.

### Мова
Розподіл населення за рідною мовою за даними перепису 2001 року:
| Мова       | Відсоток |
| ---------- | -------- |
| українська | 94,05 %  |
| російська  | 3,74 %   |
| молдовська | 1,00 %   |
| білоруська | 0,94 %   |
| вірменська | 0,27 %   |